# Малая Шабанка (деревня)
Малая Шабанка — деревня в Малмыжском районе Кировской области. Входит в состав Каксинвайского сельского поселения. Расположена на реке Малая Шабанка, в 7 км от реки Вятка. Находится в 245 км по прямой до центра региона и в 835 км до центра Москвы. 

## Население
| 2010 |
| ---- |
| 116  |